# 1517 Beograd
1517 Beograd (privremena oznaka 1938 FD), asteroid glavnog pojasa. Otkrio ga je srpski astronom Milorad B. Protić, 20. ožujka 1938. Ime je dobio po gradu Beogradu, otkrivačevom rodnom mjestu.